# Even Better Than the Real Thing
Even Better Than the Real Thing è un singolo del gruppo musicale irlandese U2, pubblicato il 7 giugno 1992 come quarto estratto dall'album in studio Achtung Baby.
Una cover del brano è stata eseguita dalla Royal Philharmonic Orchestra nel loro album del 1999 Pride: The Royal Philharmonic Orchestra Plays U2. Anche i Dead or Alive hanno registrato una cover del brano nel loro album tributo We Will Follow: Tribute to U2.

## Tracce
7"Island / IS525 (UK)
1. "Even Better Than the Real Thing"  (Single Version)  – 3:41
2. "Salomé" – 4:32

CDIsland / CID525 (UK)
1. "Even Better Than the Real Thing" (Single Version) – 3:41
2. "Salomé" – 4:32
3. "Where Did It All Go Wrong?" – 3:57
4. "Lady With the Spinning Head" (Extended Dance Remix) – 6:08

CDIsland / C REAL 2 (UK)
1. "Even Better Than the Real Thing" (The Perfecto Mix) – 6:37
2. "Even Better Than the Real Thing" (Sexy Dub Mix) – 7:14
3. "Even Better Than the Real Thing" (Apollo 440 Stealth Sonic Remix) – 6:41
4. "Even Better Than the Real Thing" (V16 Exit Wound Remix) – 3:19
5. "Even Better Than the Real Thing" (Apollo 440 vs U2 Instrumental) – 6:27

12"Island / REAL U2 (UK)
1. "Even Better Than the Real Thing" (The Perfecto Mix) – 6:37
2. "Even Better Than the Real Thing" (Trance Mix) – 6:47
3. "Even Better Than the Real Thing" (Sexy Dub Mix) – 7:14

## Formazione
- Bono - voce
- The Edge - chitarra, voce
- Adam Clayton - basso
- Larry Mullen - batteria

## Classifiche
| Classifica (1992)              | Posizione massima |
| ------------------------------ | ----------------- |
| Australia                      | 11                |
| Austria                        | 8                 |
| Belgio (Fiandre)               | 21                |
| Canada                         | 3                 |
| Finlandia                      | 18                |
| Francia                        | 34                |
| Germania                       | 28                |
| Irlanda                        | 3                 |
| Italia                         | 7                 |
| Nuova Zelanda                  | 8                 |
| Paesi Bassi                    | 11                |
| Regno Unito                    | 8                 |
| Stati Uniti                    | 32                |
| Stati Uniti (alternative)      | 5                 |
| Stati Uniti (dance club)       | 27                |
| Stati Uniti (dance/electronic) | 35                |
| Stati Uniti (mainstream rock)  | 1                 |
| Svezia                         | 10                |
| Svizzera                       | 18                |